# Барбара Бејтс
Барбара Бејтс (енгл. Barbara Bates) је била америчка глумица, рођена 6. августа 1925. године у Денверу, а преминула 18. марта 1969. године у Денверу.

## Филмографија
| Улоге Барбара Бејтс |              |               |       |          |
| Година              | Српски назив | Изворни назив | Улога | Напомена |
| 1950.               | Све о Еви    |               |       |          |